# Syrticola intermedius
Syrticola intermedius is een eenoogkreeftjessoort uit de familie van de Leptopontiidae. De wetenschappelijke naam van de soort is voor het eerst geldig gepubliceerd in 1993 door Huys & Ohtsuka.